# Beuzeville-la-Grenier

Beuzeville-la-Grenier este o comună în departamentul Seine-Maritime, Franța. În 1 ianuarie 2022 avea o populație de 1.216 de locuitori.